# Juan Francisco Martínez Modesto
Juan Francisco Martínez Modesto, meglio noto come Supernino (Vera, 10 giugno 1980), è un ex calciatore spagnolo, di ruolo attaccante.

## Carriera
Ha giocato per vari club spagnoli soprattutto militanti in Segunda Division in Spagna, militando nell'Elche, nel Levante, nel Tenerife con cui si è laureato capocannoniere della Segunda Divisiòn 2008-2009 e dal 2011 nell'Osasuna.

## Palmarès

### Individuale
- Trofeo Pichichi (Segunda División): 1

2008-2009 (29 gol)